# Postamt Freyburg (Unstrut)

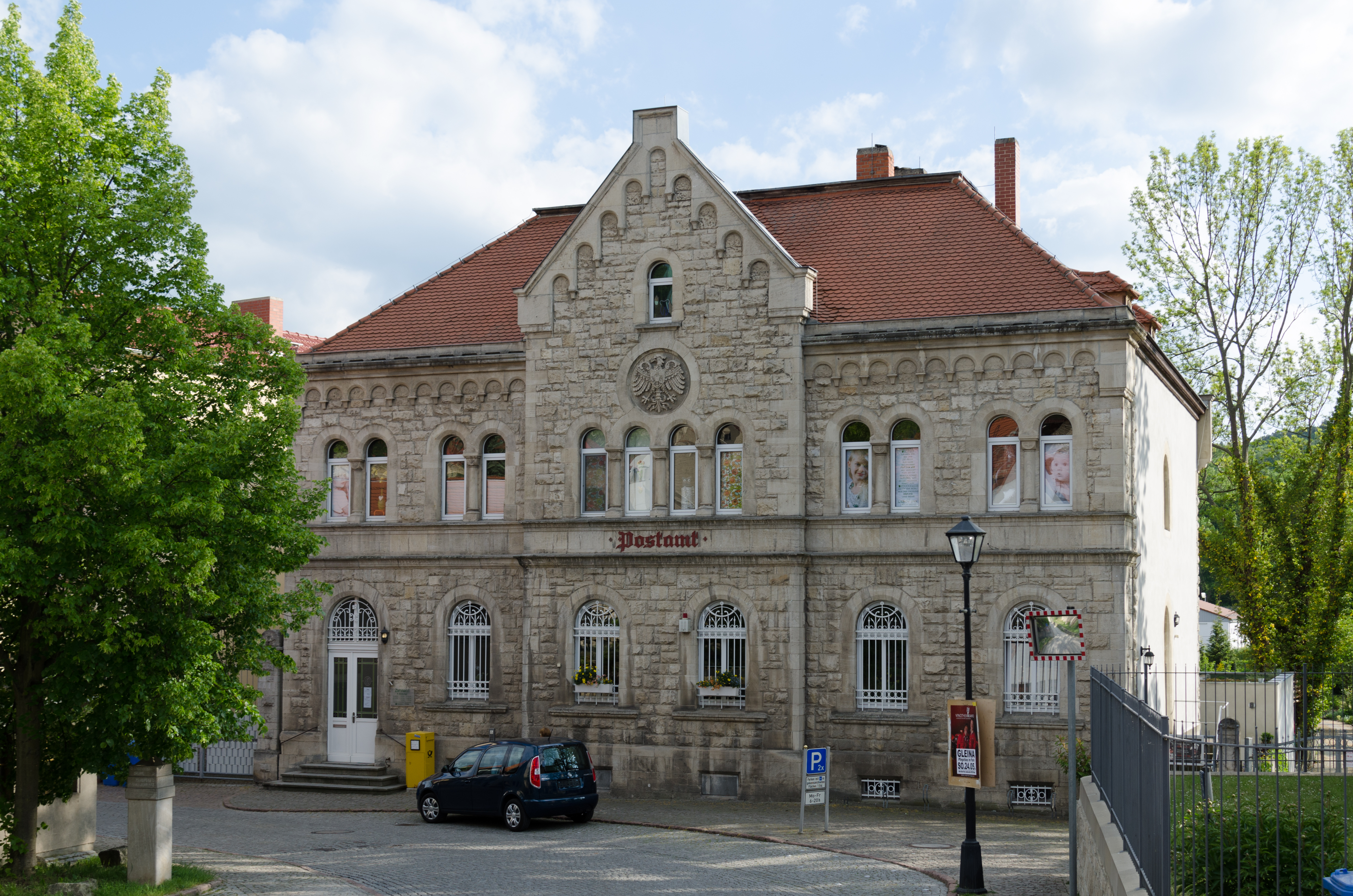
Postamt Freyburg (Unstrut) (2015)

Das Postamt Freyburg (Unstrut) ist eine ehemalige örtliche Dienststelle der Deutschen Post in der Stadt Freyburg (Unstrut) im Burgenlandkreis in Sachsen-Anhalt. Es wird auch Alte Post genannt.

## Geschichte
In der preußischen Zeit nach dem Wiener Kongress bestand spätestens in den 1830er Jahren eine Postexpedition II. Klasse in Freyburg. Im Deutschen Reich wurde diese zu einem Kaiserlichen Postamt umgewandelt und im Jahr 1890 erhielt dieses einen Neubau östlich der Altstadt auf dem Jahnplatz. Bereits 1912 entstand aber erneut ein Neubau, diesmal im Süden der Stadt an der bereits zuvor durchbrochenen ehemaligen Stadtmauer in der Wasserstraße vor der ehemaligen Napoleonspforte.
Im Deutschen Reich gehörte das Postamt zur Oberpostdirektion Halle (Saale), die 1934 in der Reichspostdirektion Leipzig aufging und nach dem Ende des Zweiten Weltkriegs wieder als Oberpostdirektion Halle entstand. In der DDR wurde das Postamt im Jahr 1953 zusammen mit dem Postamt Nebra und dem Postamt Bad Kösen sowie mehreren Zweigpostämtern dem Hauptpostamt Naumburg der Bezirkspostdirektion Halle der Deutschen Post untergeordnet. Mit der Privatisierung der Deutschen Bundespost, zu der das Postamt seit der Wiedervereinigung gehörte, wurden die Postämter in Postagenturen umgewandelt und die alten Gebäude häufig aufgegeben. So geschah es auch in Freyburg, wo sich heute eine Zahnarztpraxis und ein Fotoatelier in dem ehemaligen Postamt befinden.

## Baubeschreibung
Das relativ symmetrisch entworfene Postamt besitzt Eingänge im Norden und Westen, zu denen Freitreppen hinaufführen. Architekturgeschichtlich handelt es sich um ein Bauwerk der Neuromanik, denn es weist rundbogige Fenster, Türen und Friese auf. Im Erdgeschoss sind die Fenster größer als die Biforienfenster im Obergeschoss. Zentral in der mit Rustika gestalteten Straßenfassade, die aus Buckelquadern besteht, befindet sich ein Risalit, an dem das Relief des Reichsadlers zu finden ist, vor dem sich ein Schild mit dem preußischen Adler befindet. Die horizontale Gliederung des sechsachsigen Baus wird durch einen Gesimsstreifen verstärkt, der die beiden Stockwerke voneinander abhebt. Die Dachgauben blieben nur zum Teil erhalten und das Gestell des Telegrafenmastes wurde längst entfernt. Die Schornsteine blieben hingegen verändert auf dem Dach. Der Schriftzug Postamt findet sich bis heute an der Fassade. Das Gebäude in der Wasserstraße 18 steht als Baudenkmal unter Denkmalschutz und ist im Denkmalverzeichnis mit der Nummer 094 83473 erfasst.